# Маунт-Ричмонд
Маунт-Ричмонд (англ. Mount Richmond National Park) — национальный парк, расположенный на крайнем юго-западе штата Виктория (Австралия). Площадь — 17,33 км².

## История
Национальный парк был создан 7 июня 1960 года.

## Описание
Национальный парк расположен на крайнем юго-западе штата Виктория. Парк охватывает одноименную гору, высотой 225 м. На севере расположен национальный парк Коббобуни, на юге — Парк Дискавери-Бэй-Костал на побережье залива Дискавери-Бэй. Является частью пешей тропы Great South West Walk.